# 高橋芳朗 星影JUKEBOX
『高橋芳朗 星影JUKEBOX』（たかはしよしあき ほしかげジュークボックス）は、TBSラジオで2013年4月7日から1年間放送されていた音楽番組である。

## 番組概要
この番組ではタワーレコードとTBSラジオがタッグを組み、このところ低調といわれて久しい洋楽シーンを盛り上げるもので、ポップス、ロック、ヒップホップ、ジャズなどの新譜を入口にして、それと関連するジャンルや過去の名盤を紐解くもので、「洋楽は昔好きだったけど、今何を聴いていいかわからない」とお嘆きの迷える“大人のリスナー”に対して道標を与えること、と番組開始にあたっての内容紹介として掲げている。。
番組コンセプトは「明日から使える洋楽をお送りする＜実用系選曲エンターテイメント番組＞」となっている。
構成作家は古川耕。

## パーソナリティ
- 高橋芳朗（音楽ジャーナリスト）
- リサ（バニラビーンズメンバー）